# Front démocratique populaire (Italie)
Pour les articles homonymes, voir Front démocratique et Front populaire.
Le Front démocratique populaire (en italien Fronte Democratico Popolare per la libertà, la pace, il lavoro, FDP) est une coalition fondée en 1947 en vue des élections générales d'avril 1948, et réunissait le Parti socialiste italien (PSI) et le Parti communiste italien (PCI).
Cette alliance représentait la continuité du mouvement de résistance. Ces deux partis étaient les plus importants du Comité de libération nationale et voulaient l'instauration d'une république avec un renouveau total en matière sociale et politique dans le respect des régimes précédents.
Le Front démocratique populaire a cessé d'exister à la suite de son échec électoral face à la Démocratie chrétienne.

## Sources
- (it) Cet article est partiellement ou en totalité issu de l’article de Wikipédia en italien intitulé « Fronte Democratico Popolare » (voir la liste des auteurs).

## Compléments